# 四惠交通枢纽
四惠交通枢纽位于中華人民共和國北京市朝阳区东四环与京通快速路相交的四惠桥东南侧，為一交通枢纽，西起东四环中路，东至仓储西路北延，北至京通快速路，南至通惠河，占地约16.7公顷，其中建设用地達9.78公顷。该枢纽引入了省际长途客运车78条、市区公交车28条，并且通过高架廊道跨过京通快速路与地铁四惠站相连，实现多种交通方式之间的换乘。

## 建筑布局

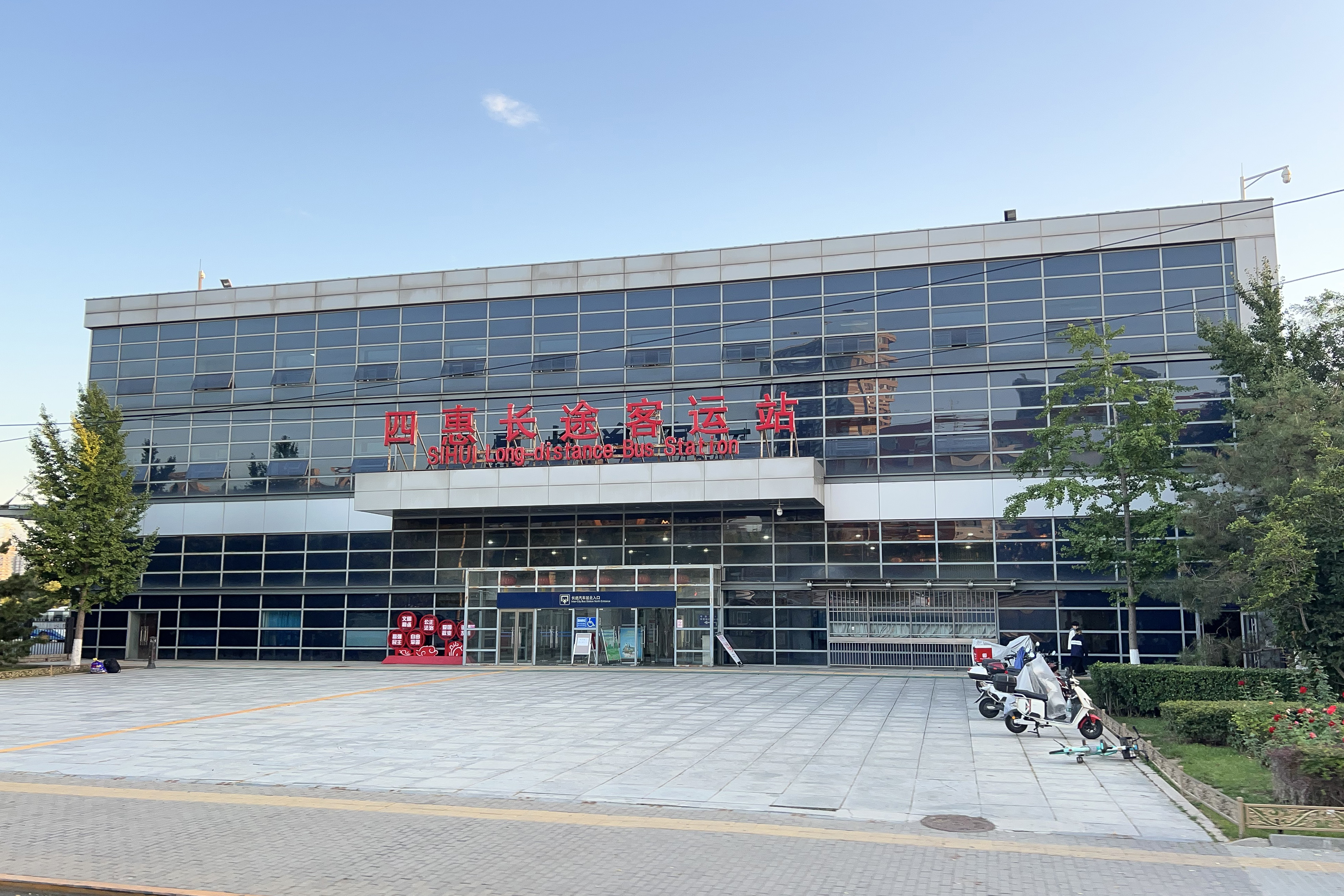
四惠长途客运站

四惠交通枢纽主要建筑呈“之”字形，按照折线大致分为三段，西段大致为西北-东南向，设置市区公交线路到发及换乘区，公交岛式站台位于换乘大厅西侧；二层换乘大厅可通过高架廊桥连接地铁；中段为东西向，为发往通州的远途公交到发区，公交停车场及站台位于中段的北侧（也就是东西两段之间）；东段为南北向，为省际客运候车区，停车场位于东侧。此外，在建筑北部，东西两区之间，设有一条高架廊道连接省际客运候车大厅和公交换乘大厅，同时也使得中部的公交到发区可以开敞对外。二层部分区域和三层设有办公区。地下一层西部为自行车停车场，东部为机动车停车场。出租车到发区位于一层中段南侧。各处停车场累计可驻公交车422辆，长途车60辆。

## 总站路线资料（公交）

### 北京公交1路
- 老山公交場站 ↔ 四惠枢纽站

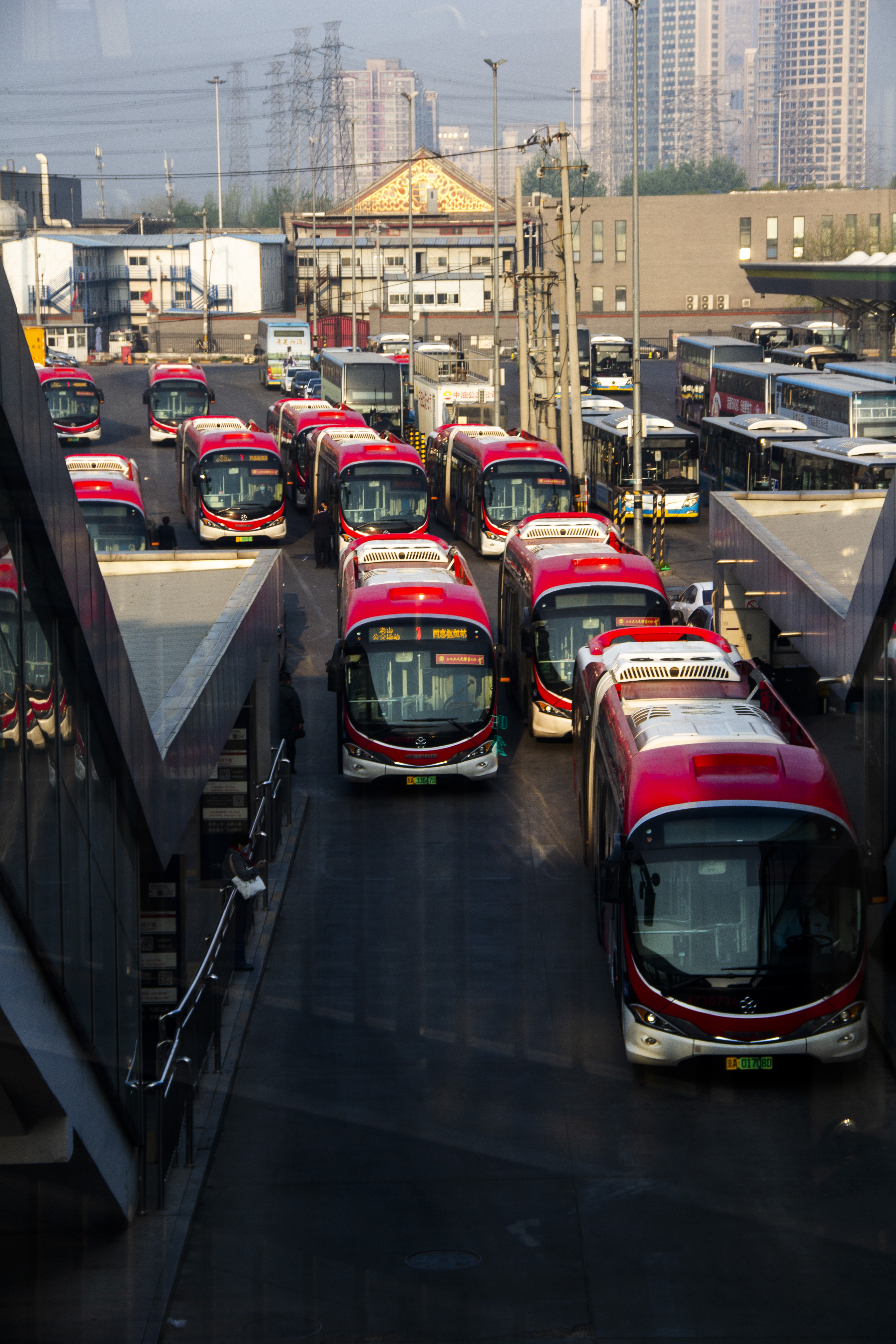
四惠交通枢纽的北京公交1路

由北京公交集團第四客運分公司營運，提供長安街及其延長線沿線的公交服務。1961年開通，早期由公主墳開往八王墳，1990年代改為馬官營-四惠站，2014年西端延至老山。

### 北京公交57路
- 靛厂新村 ↔ 四惠枢纽站

由北京公交集團第四客運分公司營運，提供两广路沿線的公交服務。1986年12月10日開通，最初與1路並行，2001年9月18日改經兩廣路。2014年6月26日调整至终到靛厂新村

### 北京公交58路
- 故宫 ↔ 四惠枢纽站

由北京公交集團第二客運分公司營運，途經雅宝路、大北窑。2014年8月26日开通。由四惠枢纽站-单村的609路拆分而成，前身為往來圓明園和故宮的空調巴士線路810路。

### 北京公交322路
- 古城西桥公交场站 ↔ 四惠枢纽站

由北京公交集團第二客運分公司營運，提供經京通快速路至通州中心的公交服務，1982年11月24日以312路高峰線的形式開通，最初在西單發車，1986年縮短至郎家園。

### 北京公交363路
- 青青家园 ↔ 四惠枢纽站

由北京公交集團第二客運分公司營運，提供前往豆各庄地区的公交服務，1971年6月16日以63路的編號開通，次年改為363路。

### 北京公交397路
- 大鲁店公交场站 ↔ 四惠枢纽站

由北京公交集團第二客運分公司營運，提供前往三间房地区的公交服務。1992年4月25日開通，2002年8月延長至四惠。

### 北京公交405路
- 孙河公交场站 ↔ 四惠枢纽站

由北京公交集團第二客運分公司營運，提供前往孙河地区的公交服務。

### 北京公交455路
- 南花园 ↔ 四惠枢纽站

由北京公交集團第二客運分公司營運，提供前往豆各庄地区的公交服務，2007年4月14日開通，現時使用電動巴士。

### 北京公交468路
- 朝新嘉园 ↔ 四惠枢纽站

由北京公交集團第二客運分公司營運，往來四惠與平房地区，2006年9月20日開通。

### 北京公交475路
- 宇达创意公交场站 ↔ 四惠枢纽站

由北京公交集團第二客運分公司營運，往來四惠與豆各莊地區，2006年11月15日開通。2014年12月28日延长至宇达创意公交场站。

### 北京公交496路
- 康静里南 ↔ 四惠枢纽站

由北京公交集團第二客運分公司營運，途經平房地区和东坝地区，2007年4月14日開通，現時使用電動巴士。

### 北京公交506路
- 石各庄 ↔ 四惠枢纽站

由北京公交集團第二客運分公司營運，途經管庄地区和常营地区，2007年4月14日由原742路（常營民族家園-上林苑）拆分而來。

### 北京公交517路
- 地铁草房站 ↔ 四惠枢纽站 （回程：四惠枢纽站↔草房西路南口）

由北京公交集團第二客運分公司營運，提供往來常营地区的公交服務，2014年10月26日由原731路区间改号而来，2017年12月26日调整为现在的线路。

### 北京公交553路
- 单店 ↔ 四惠枢纽站

由北京公交集團第二客運分公司營運，提供往來东坝地区的公交服務，2010年9月22日開通。

### 北京公交671路
- 西苑樞紐站 ↔ 四惠枢纽站

由北京公交集團第二客運分公司營運，途经万泉河路、海淀南路、知春路、北太平庄、安贞桥、三元桥、全国农业展览馆、红庙、慈云寺桥。2001年开办前身725路，2007年4月14日改为671路。

### 北京公交865路
- 小红门牌坊村 ↔ 四惠枢纽站

由北京公交集团第五客运分公司營運，來往高碑店地区與小红门地区，2011年6月12日由984路支線改為865路。

### 北京公交988路
- 馬泉營 ↔ 四惠樞紐站

由北京公交集團第七客運分公司營運，途經西大望路、朝陽公園、東四環路、酒仙橋、京密路。原線路為馬泉營↔菜戶營橋西，現已縮線。

### 北京公交989路
- 順義半壁店 ↔ 四惠枢纽站

由北京公交集团第七客运分公司營運，途經東壩、李橋，2003年9月28日開通。

### 北京公交专113路
- 百子湾家园东站 ↔ 四惠枢纽站

由北京公交集團第二客運分公司營運，往來四惠與南磨房地区百子灣，原為2007年4月14日開通的495路。

### 北京公交专167路
- 金卫路西口 ↔ 四惠枢纽站

由北京公交集團第二客運分公司營運，往來四惠與南磨房地区百子灣，原為2007年4月14日開通的495路。

### 北京公交夜1路
- 老山公交場站 ↔ 四惠枢纽站

由北京公交集團第二客運分公司營運，提供長安街及其延長線沿線的夜间公交服務。2014年9月26日开通。

## 途径路线资料（公交）

### 北京公交605路
- 青年路小区 ↔ 弘燕公交场站（下行方向）

由北京公交集團第二客運分公司營運，提供双龙小区、西大望路沿线、朝阳路、十里堡、甘露园、青年路等地的公交服務。

### 北京公交657路
- 东湖 ↔ 郎辛庄（下行方向）

由北京公交集團第一客運分公司營運，提供望京、东四环、豆各庄地区的公交服務。2013年6月26日由原657路和原753路优化形成。

### 北京公交666路
- 北京站东 ↔ 京东运乔建材城（上行方向）

由北京公交集團第二客運分公司營運，提供北京站取道京通快速路辅路往来通州的公交服務。

### 北京公交夜27路
- 大北窑东 ↔ 武夷花园（上行方向）

由北京公交集團第二客運分公司營運，提供往来通州的夜班公交服務。

## 接驳交通
地铁四惠站

## 配套外部道路及车辆流线
四惠交通枢纽在西、南、东三面新建了外部配套道路并且修建了匝道桥跨越京通快速路，以方便车辆经由京通快速路主路行驶。
整体而言，四惠交通枢纽的车辆流线可以概括为“西来西走、东来东走、高来高走”，其中由走京通快速路辅路向西的公交车，由枢纽南侧西入口进，北侧中部出入口出；走京通快速路主路的公交车，经由四惠枢纽桥、四惠枢纽南路进出，并直接进入主路；向东的远郊区公交车和长途车则由枢纽南侧东口进，北侧东口出。各条流线间相互分离，避免车流交叉。